# Bakal (Indonésie)
Pour l’article homonyme, voir Bakal.
Bakal est un village indonésien du kecamatan (canton) de Batur, kabupaten (département) de Banjarnegara, province de Java central.